# Ama Dzsecün Pema
Ez a szócikk a tibeti színésznőről szól. Nem tévesztendő össze Dzsecün Pema bhutáni királynéval!
Ama Dzsecün Pema (tibeti: རྗེ་བཙུན་པདྨ་; wylie: rdzse bcun padma; kínai: 杰千贝玛, pinjin: Jieqian Beima, magyaros átírás: Csie-csien Pej-ma) a 14. dalai láma húga, aki a 42 éven át volt a Tibeti gyermekfalvak menekültekért létrehozott iskolarendszerének az elnöke.

## Élete
Ama Dzsecün Pema 1940. július 7-én született Lhászában. 1950-ben Indiába ment és először a kalimpongi Szent József zárdában, majd a dardzsilingi Loreto zárdában tanult. Később Európában folytatta tanulmányait - először Svájcban, majd Angliában. 1964-ben tért vissza Indiába és a bátyja közbenjárásával a Tibeti gyermekfalvak elnökévé választották. 42 éven át, egészen 2006-ig töltötte be tisztségét, amely után visszavonult.
Erőfeszítéseinek köszönhetően a projekthez öt gyermekfalu tartozik külön iskolákkal, napközikkel, szállásokkal és több idősek otthonával. Összesen több mint 15 ezer gyermek és fiatal jóllétéhez járul hozzá a szervezet. 1970-ben tartották a Tibeti Fiatalok Kongresszusának első találkozóját, amelyek Dzsecün Pemát választották elnökhelyettesként. 1984-ben a Tibeti Nők Szervezete tanácsadónak választotta a testületébe. 1980-ban a dalai láma Tibetbe küldte húgát a harmadik Tényfeltáró küldöttség tagjaként. Dzsecün Pema ennek során három hónapon át járta a himalájai országot.
1990 májusában Dharamszalában a dalai láma összehívta a száműzetésben élő tibeti emberek rendkívüli kongresszusát, hogy megválasszák a Központi Tibeti Adminisztráció minisztereit. A három közül az egyik Ama Dzsecün Pema lett, aki ezzel Tibet legelső női minisztere is lett egyben. Egy évvel később újraválasztották. 1993 júliusában lemondott a kabineti címről. Két évvel később a Tibeti Nép Képviselőházának gyűlése a „Tibet anyja” címet adományozta Ama Dzsecün Pema részére a tibeti gyermekekért tett elkötelezettségéért és szolgálataiért.
1999-ben UNESCO-medállal tüntették ki.

## Kulturális vonatkozások
1996-ban megírta saját életrajzát Tibet: az én történetem címmel. Az 1997-es Hét év Tibetben Dzsecün Pema játszotta el saját édesanyját, mint a fiatal 14. dalai láma édesanyját.
A Nickelodeon Avatár: Korra legendája című sorozatában Korra léghajlító mesterének, Tenzin feleségének a neve "Pema", Dzecün Pema tiszteletére. Tenzin nevét Tendzin Gyacóról, a 14. dalai láma nevéről kapta.